# Oliveros (Málaga)
Oliveros es un barrio periférico perteneciente al distrito de Campanillas de la ciudad andaluza de Málaga, España. Según la delimitación oficial del ayuntamiento, limita al norte con el barrio de Huertecilla Mañas y al sur, con el barrio de Pilar del Prado. Al este y el oeste se extienden terrenos no urbanizados de campos y huertas.

## Transporte
En autobús queda conectado mediante las siguientes líneas de la EMT: 
| Línea | Trayecto                 | Recorrido | Frecuencia |
| ----- | ------------------------ | --------- | ---------- |
| 281   | Santa Águeda - Los Núñez | Recorrido | 85 minutos |

1Desde el 16 de junio de 2007, la Línea 28 está dirigida temporalmente por el Consorcio de Transportes de Málaga a través de la línea M-150. El coste y los horarios no han variado.